# Провенцано, Джузеппе
Джузеппе «Пеппе» Провенцано (итал. Giuseppe “Peppe” Provenzano; род. 23 июля 1982, Сан-Катальдо) — итальянский политик, министр без портфеля по делам Юга Италии и развития регионов (2019—2021).

## Биография
Окончил Школу перспективных исследований имени Святой Анны в Пизе, где изучал право, затем защитил там же докторскую степень. С 2012 по 2014 год возглавлял секретариат асессора по экономике региона Сицилия Луки Бьянки, с 2013 по 2014 год — консультант министра защиты окружающей среды Андреа Орландо. С 2016 года — заместитель директора Ассоциации развития промышленности Юга Италии (Svimez). В 2018 году отказался от включения в предвыборные списки Демократической партии в знак несогласия с процедурой отбора.
Сотрудничал в изданиях «Le Ragioni del Socialismo», «L’Unità», «Il Riformista», HuffPost, член редакционного комитета журнала «Rivista economica del Mezzogiorno». Вместе с Лукой Бьянки опубликовал книгу «Ma il cielo è sempre più su? L’emigrazione meridionale ai tempi di Termini Imerese. Proposte per il riscatto di una generazione sotto sequestro».
В 2019 году по итогам внутрипартийных выборов прошёл в Национальное правление Демократической партии и затем получил в Национальном секретариате партии в своё ведение проблемы трудовых отношений.
Публично выступал против предлагаемых Лигой Севера проектов автономизации, заявив в журнале «Limes», что «дифференцированная автономия» должна отвечать целям национального единства, а не его противоположности.
4 сентября 2019 года при формировании второго правительства Джузеппе Конте назначен министром без портфеля по делам Юга Италии и развития регионов, а
5 сентября в составе нового кабинета принёс присягу и вступил в должность.
13 февраля 2021 года принесло присягу правительство Драги, в котором Провенцано не получил никакого назначения.